# Абдуллинская гора
Абдуллинская гора (баш. Абдулла тауы) — гора в России на Южном Урале в Дуванском районе республики Башкортостан. Находится на левом берегу реки Ай между сёлами Метели и Абдуллино. Высота горы составляет 275,4 м. С 2005 года имеет статус комплексного памятника природы регионального значения (площадь 809,0 га).

## Описание
Сложена преимущественно породами артинского яруса, встречаются обнажения известняка. Возвышается примерно на 100 м над уровнем реки. Северный и западный склоны крутые, южный и восточный — пологие. Гора покрыта типичными для восточного склона Уфимского плато лесами: елово-пихтовыми, сосновыми и широколиственно-хвойными с подлеском из рябины, жимолости обыкновенной, ивы козьей, можжевельника обыкновенного. Встречаются редкие виды растений: башмачок крупноцветковый, венерин башмачок настоящий, гудайера ползучая, дремлик тёмно-красный, гнездоцветка клобучковая, пырей отогнутоостый, солнцецвет башкирский, зигаденус сибирский, подлесник уральский, хризантема Завадского.